# フランチェスコ・ベヌッシ
フランチェスコ・ベヌッシ（Francesco Benussi, 1981年10月15日 - ）は、イタリア・ヴェネト州メストレ出身の元サッカー選手。現役時代のポジションはゴールキーパー。

## 経歴
地元のSSCヴェネツィアでデビューし、数クラブにローンされながらプレーする。2005年、USレッチェに移籍。2010年1月、ルビーニョと入れ替わる形でUSチッタ・ディ・パレルモにレンタル移籍。7月には完全移籍を果たし、3年契約を結んだ。
2011-12シーズンは、それまでの正GKサルヴァトーレ・シリグの移籍もありレギュラーを確保。しかし翌シーズンは、シーズン後半に加入したエミリアーノ・ヴィヴィアーノと入れ替わりで2012年1月にセリエBのトリノFCへレンタル移籍。シーズン終了後にパレルモへ復帰した。
2014年8月30日、エラス・ヴェローナFCに移籍した。2016年1月27日、カルピFCからヴィチェンツァ・カルチョに移籍した。
ヴィチェンツァ退団後の2017年9月11日、現役を引退し指導者を目指すことを表明した。

## 代表歴
2000年、U-20イタリア代表の第2ゴールキーパーとしてトゥーロン国際大会に参加して3位となった。

## タイトル
アスコリ
- セリエC1 : 2001-02
- スーペルコッパ・ディ・レガ・ディ・セリエC1 : 2002